# Reserva La Payunia
La reserva La Payunia es un área natural protegida ubicada en el sur de la provincia de Mendoza, en Argentina. La zona también se conoce como Payún o Payén. 
Se accede a la reserva a través de la ruta nacional 40 y luego por ruta provincial 186, a 160 km de Malargüe, ciudad cabecera del departamento homónimo. Desde las rutas provinciales 186 y 183, varios caminos internos atraviesan la reserva. 
Con más de 800 conos, La Payunia es una de las regiones del planeta con mayor densidad de volcanes. Su principal atractivo está dado por las extensas planicies de lava con conos volcánicos, entre los que se destaca el volcán Payún Matrú. La zona corresponde al ecosistema patagónico.

## Creación
La reserva fue creada por el decreto provincial n.º 3917/1982 como «Reserva total El Payén». Esta reserva y terrenos adyacentes fue declarada «Área natural protegida La Payunia» mediante la ley provincial n.º 8224, sancionada el 10 de noviembre de 2010, con la declaración de reserva total, que alcanza una superficie de 450 000 ha.

Artículo 1º - Créase el Área Natural Protegida "La Payunia" en la zona denominada "La Payunia" del Departamento de Malargüe (...)

La ley dividió el área natural protegida en dos sectores, un «Monumento natural», con una superficie de 17 647 500 ha, y una «Reserva natural manejada/santuario de fauna y flora», con una superficie de 48 766 900 ha:

Artículo 3º - El Área Natural Protegida "Reserva La Payunia" será categorizada como:
 a) Monumento Natural, conforme Art. 31, Ley 6.045, comprendiendo el sector delimitado por las coordenadas que en el Anexo de la presente se indican. Este sector incluye Pampas Negras, los volcanes Payún Liso, Payún Matrú, Morado y Santa María, el Escorial de la Medialuna y las coladas asociadas a los volcanes.
 b) Reserva Natural Manejada / Santuario de Fauna y Flora, conforme Art. 32, Ley 6.045, comprendiendo el sector restante, conforme Anexo de la presente.

## Geografía
Se caracteriza por ser propia de una zona de transición entre la fitogeografía del monte y de la Patagonia. El paisaje está marcado por los rasgos de lo que fuera una intensa actividad volcánica. El relieve es sumamente áspero y dificultoso en las cercanías del Payún Matrú. Hacia el sur, entre el Payún Matrú y el río Grande, se ven una serie de volcanes menores. La lava muy fragmentada ha formado un atrayente arenal negro, conocido como Pampas Negras. El terreno está sembrado de un tipo de piroclastos denominados regionalmente como bombas volcánicas, que son trozos de lava que cayeron en estado líquido o pastoso y, al enfriarse, tomaron curiosas formas. Los volcanes que más se destacan son el Payún Matrú (en idioma aborigen local: Barba o Cara de Cabrón) y el Payún Liso. Este último es, con 3715 m s. n. m., el más elevado de la región. Su cráter tiene 400 m de diámetro y 90 de profundidad.

## Flora y fauna

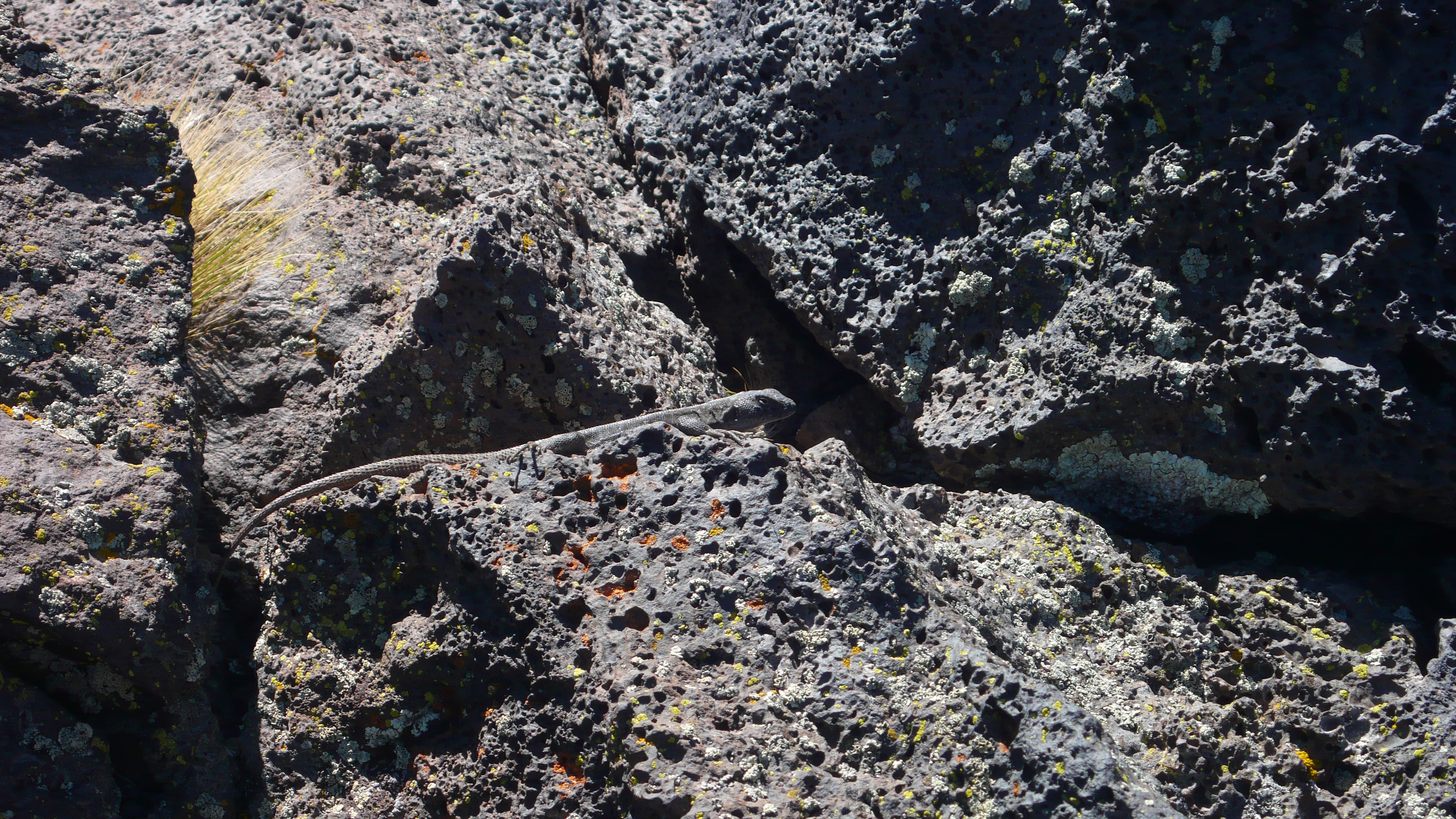
Lagarto camuflado entre las rocas en La Payunia

La flora de La Payunia está representada por matorrales y pastizales. Entre las especies arbustivas más frecuentes se encuentran el solupe negro (Neosparton aphyllum); la leña amarilla (Adesmia); tres especies de jarilla (Larrea divaricata), (Larrea cuneifolia) y (Larrea nitida); la pichanilla (Cassia aphylla) y la melosa (Grindelia chiloensis). En los pastizales, las especies predominantes son el tupe (Panicum urvilleanum) y la flechilla (Nassella neesiana), entre los que se intercalan espacios de junquillo (Sporobolus rigens).
La reserva es hábitat de importantes poblaciones de guanacos (Lama guanicoe). Un estudio del año 1987 estableció que en la reserva había unos 12 500 ejemplares. Las características de la reserva permitieron los movimientos migratorios naturales de las manadas y la preservación de otras especies de la fauna silvestre como cóndores (Vultur gryphus), choiques (Rhea pennata), maras (Dolichotis patagonum), vizcachas (Lagostomus maximus), pumas (Puma concolor), zorros (Lycalopex griseus) y otros carnívoros menores.

La fauna de la reserva incluye reptiles como la lagartija de la Payunia	(Liolaemus austromendocinus), el lagarto cola de piche (Phymaturus roigorum) y el lagarto de la Payunia (Phymaturus payuniae); rapaces como el aguilucho común (Geranoaetus polyosoma) y el águila mora (Geranoaetus melanoleucus); anseriformes como el cauquén común (Chloephaga picta) y varias especies de passeriformes.

## Galería

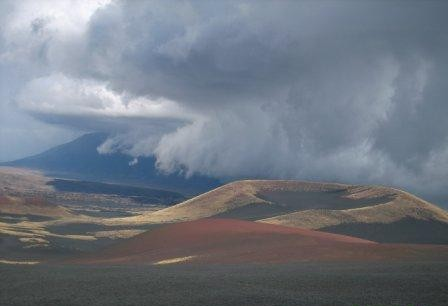
La Payunia
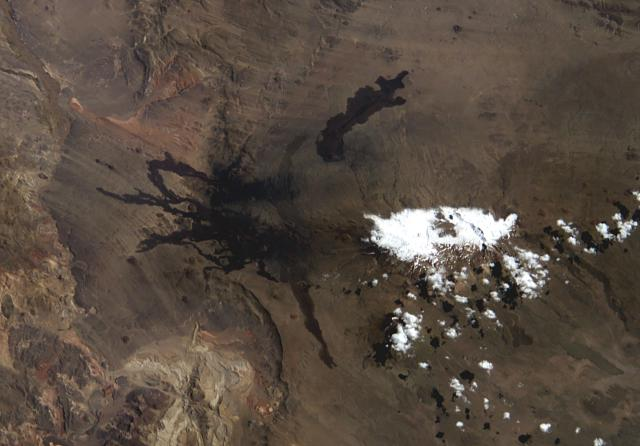
Vista del campo volcánico Payún Matrú desde el espacio
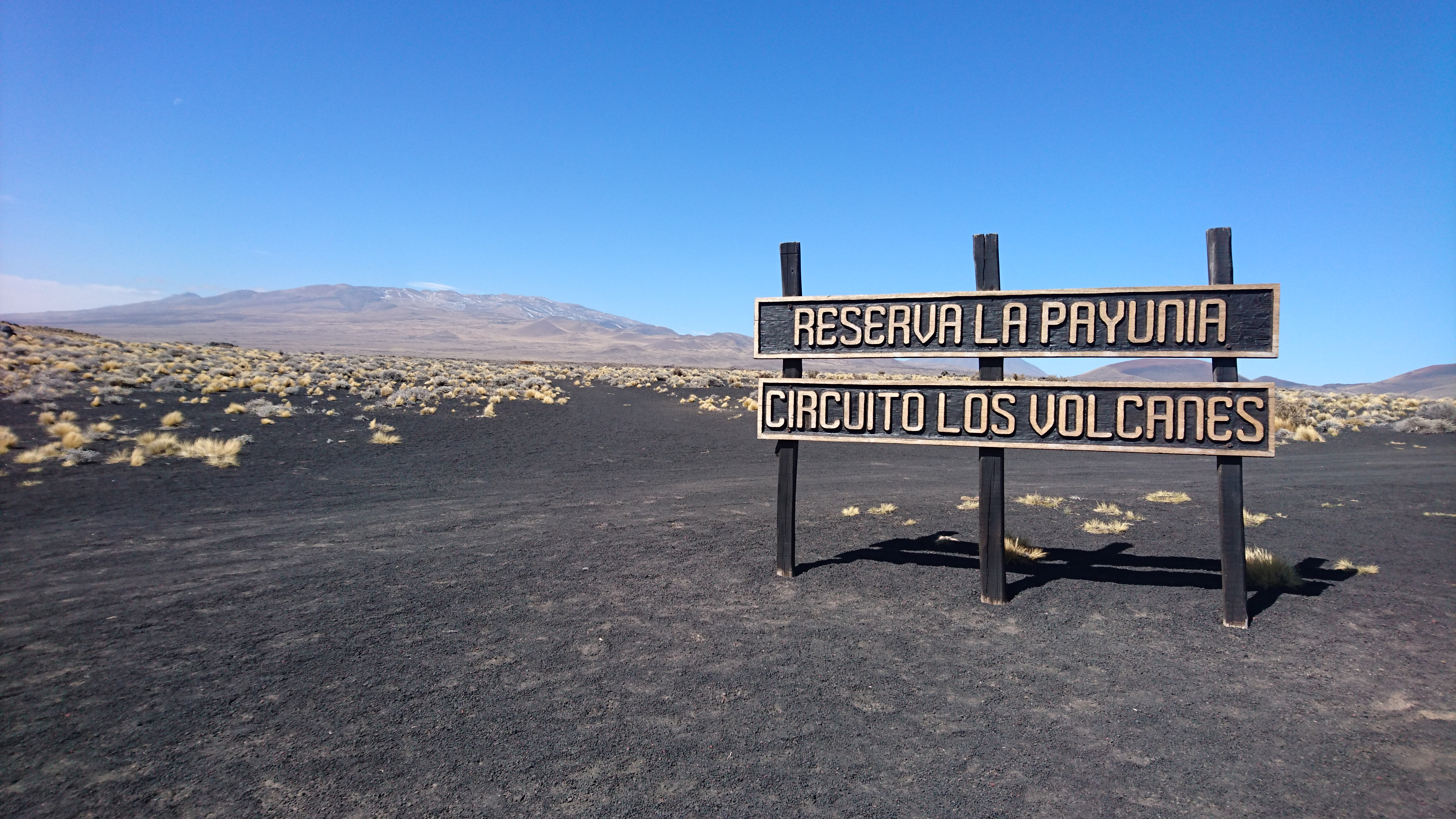
Cartel de ingreso al circuito Los Volcanes
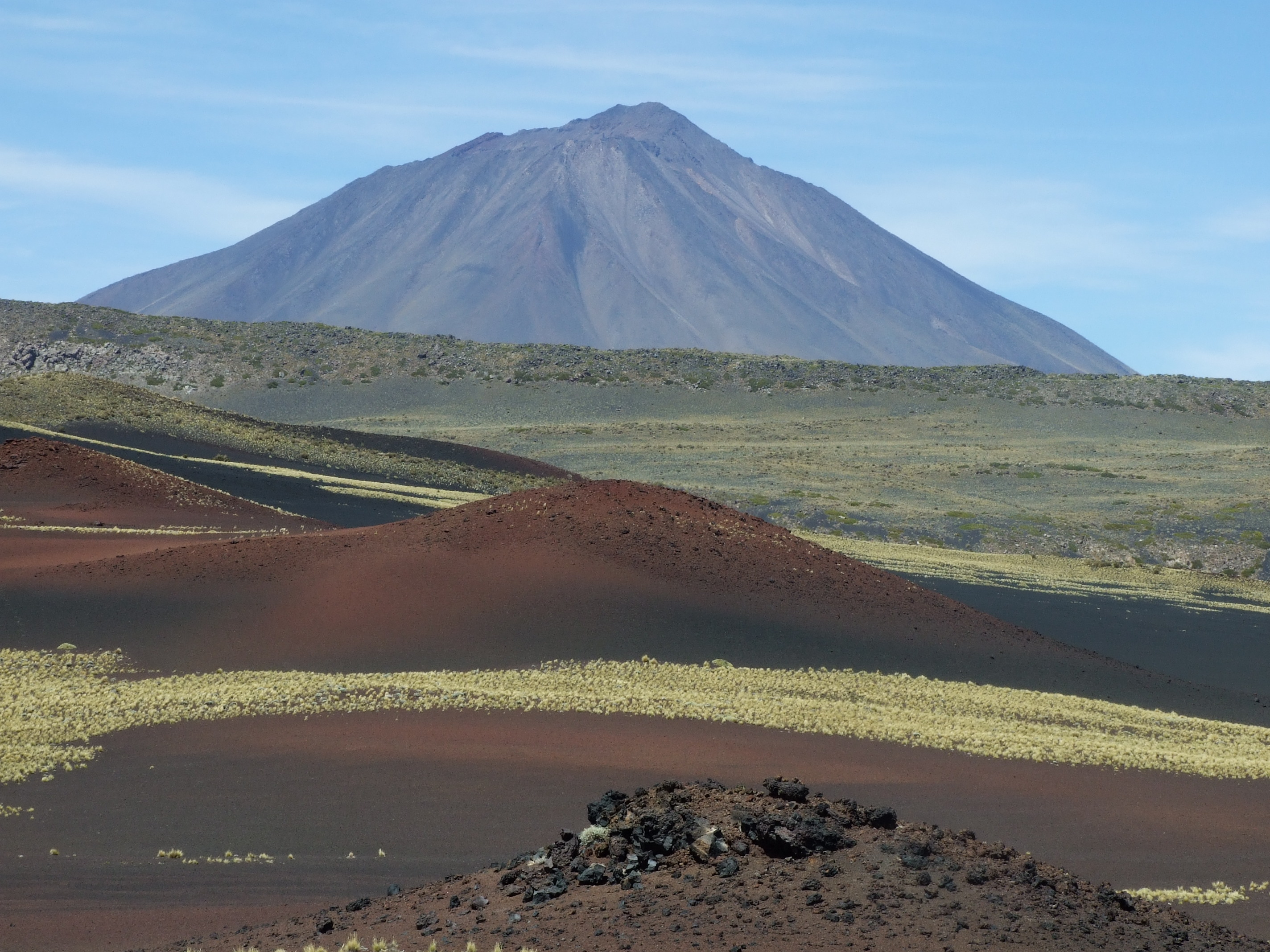
Al fondo, el estratovolcán conocido como Payún Liso
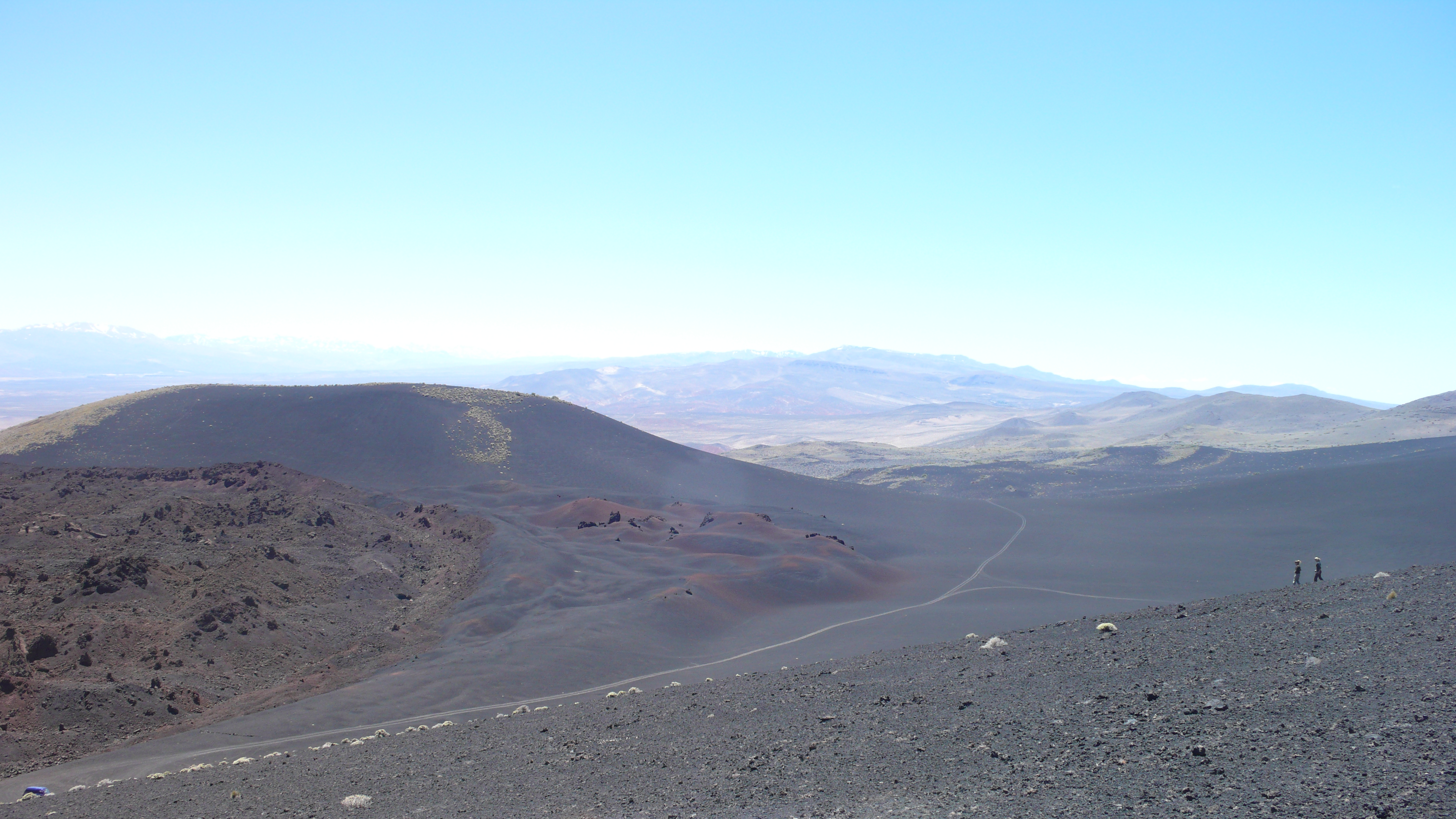
«Desierto negro» en la Payunia
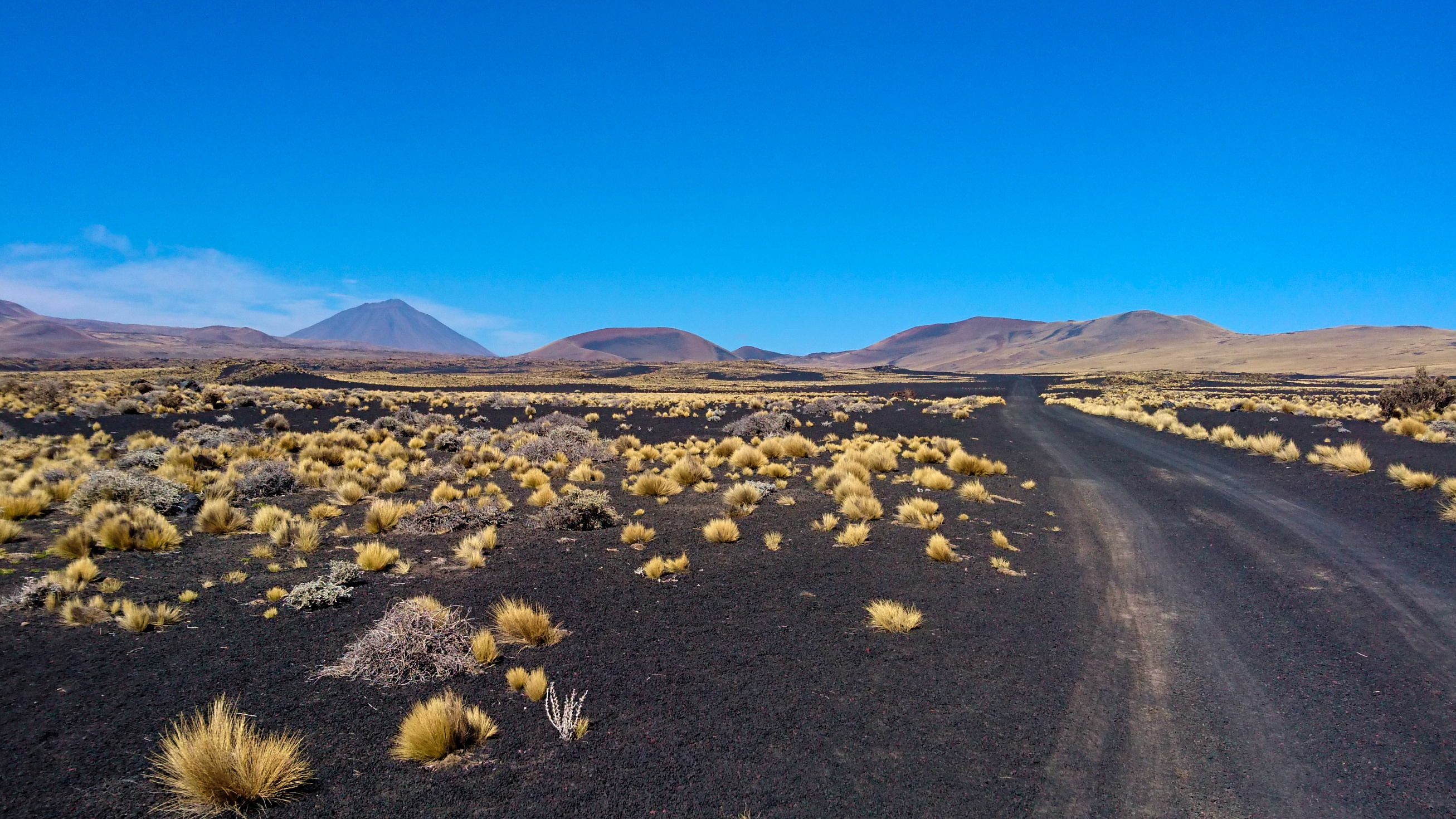
Paisaje de La Payunia
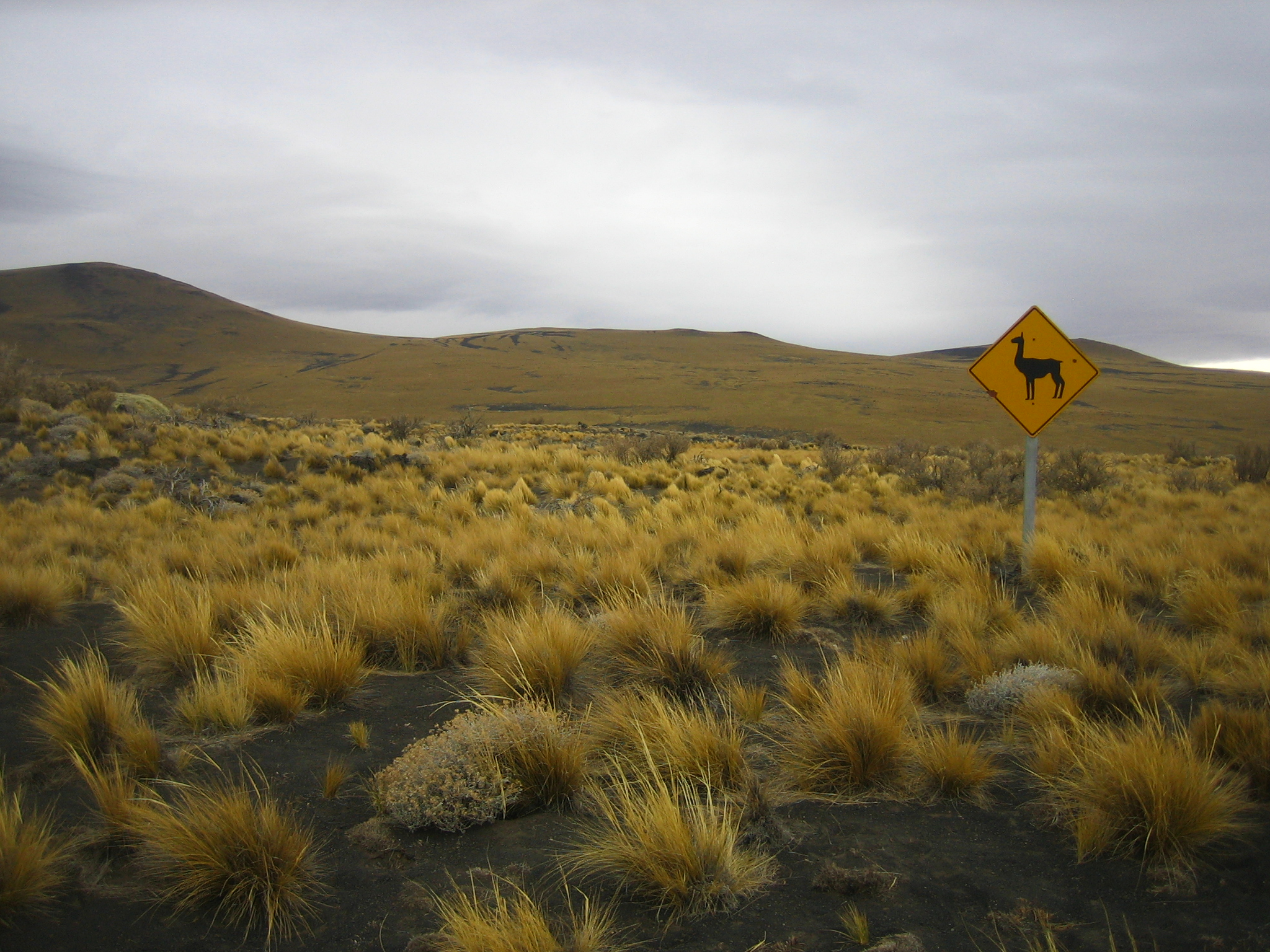
Cartel que alerta por la presencia de guanacos en la reserva